# Nebuloasa Rozeta
Nebuloasa Rozeta, Nebuloasa Rosette sau Caldwell 49 este o regiune H II din constelația Licornul. Roiul deschis NGC 2244 (Caldwell 50) face parte din această nebulozitate, astfel că stelele roiului s-au format din materia nebuloasei.
Obiectele asociate nebuloasei Rozete au următoarele numere NGC:
- NGC 2237 – Parte din regiunea nebuloasă (de asemenea folosit pentru toată nebuloasa)
- NGC 2238 – Parte din regiunea nebuloasă
- NGC 2239 – Parte din regiunea nebuloasă (Descoperită de John Herschel)
- NGC 2244 – Roiul deschis din nebuloasă (Descoperit de John Flamsteed în 1690)
- NGC 2246 – Parte din regiunea nebuloasă